# Infidel (jeu vidéo)
Infidel est un jeu vidéo de fiction interactive conçu par Patricia Fogleman et Michael Berlyn, les créateurs de Suspended, et publié par Infocom à partir de 1983 sur Amiga, Amstrad CPC, Apple II, Atari 8-bit, Atari ST, Commodore 64, DOS, TRS-80, TI-99/4A et Apple Macintosh. Le joueur y incarne un archéologue qui se réveille seul dans le désert égyptien après avoir été abandonné par son équipe. Il explore une pyramide et doit éviter des pièges, déchiffrer des hiéroglyphes et manipuler certaines parties de la pyramide afin de pouvoir accéder à de nouvelles pièces. Le jeu s'est vendu à plus de 45 000 exemplaires entre 1983 et 1988.